# Comuna Zabirea, Jovkva
Zabirea (în ucraineană Забір'я) este o comună în raionul Jovkva, regiunea Liov, Ucraina, formată din satele Sînkovîci și Zabirea (reședința).

## Demografie
Componența lingvistică a comunei Zabirea
     Ucraineană (99,74%)
     Alte limbi (0,21%)
Conform recensământului din 2001, majoritatea populației comunei Zabirea era vorbitoare de ucraineană (99,74%), existând în minoritate și vorbitori de alte limbi.